# Die süße Gier
Die süße Gier (Originaltitel: Il capitale umano) ist ein italienisch-französisches Filmdrama nach einem Roman von Stephen Amidon. Regie führte Paolo Virzì. Der Film kam am 8. Januar 2015 in die deutschen Kinos.

## Handlung
Ein Kellner fährt nach Feierabend mit dem Fahrrad nach Hause. Als sich auf der engen, dunklen Landstraße zwei Autos begegnen, wird er von einem in den Straßengraben gedrängt und bleibt dort liegen. Der Film schildert die weiteren Ereignisse aus der Sicht dreier Akteure. Verknüpfungspunkt ist ein Dinner an der Privatschule, die Serena Ossola und Massimiliano Bernaschi besuchen.
Kapitel I – Dino
Der Immobilienmakler Dino Ossola fährt seine Tochter Serena zu ihrem Freund Massimiliano Bernaschi, der bei seinen reichen Eltern in einem großen Anwesen wohnt. Dino hat gehört, dass Giovanni Bernaschi einen Fonds betreibt, der vierzig Prozent Rendite abwirft, und will sich daran beteiligen. Dazu kommt ihm eine Einladung zum Tennisdoppel gerade recht. Tatsächlich kann er mit einer Einlage von 700.000 Euro einsteigen. Dazu nimmt er eine Hypothek auf sein Haus auf. Dino fühlt sich geehrt, dass er beim Schuldinner am Tisch der Familie Bernaschi sitzen darf. Allerdings wird seiner schwangeren Frau bald übel, und sie müssen ins Krankenhaus fahren.
Am nächsten Tag teilt Giovanni Dino mit, dass seine Einlage nur noch einen Bruchteil des ursprünglichen Wertes hat. Dino, der dann ruiniert wäre, will sein gesamtes Geld zurückhaben, was Giovanni aber ablehnt.
Kapitel II – Carla
Carla Bernaschi führt ein Leben in Luxus. Als sie erfährt, dass das geschlossene Theater des Ortes in Wohnungen umgewandelt werden soll, beschließt sie, es zu retten und als Theater weiter zu betreiben. Ihr Mann Giovanni sagt ihr eine Finanzierung der erforderlichen Renovierungsarbeiten zu. Sie lässt sich künstlerisch beraten und beruft Donato, einen Professor, zum künstlerischen Leiter. Bald laufen Giovannis Geschäfte schlechter; er brüllt am Telefon, wirft Geschirr vom Tisch und teilt Carla mit, dass das Theater aus finanziellen Gründen doch verkauft werden muss. Als Carla zum Dinner fährt, weint sie im Auto vor der Schule. Dann reißt sie sich zusammen, betritt den Saal und nimmt am Tisch Platz. Andere Gäste bewundern ihr gutes Aussehen. Nach dem Essen fährt Giovanni zu Geschäftsbesprechungen nach Mailand.
Carla hat Donato zu sich eingeladen. Dieser bewundert Carla, die früher Schauspielerin war, und auch sie fühlt sich zu ihm hingezogen. Im Filmraum des Hauses schlafen sie miteinander. Als ihr Sohn Massimiliano betrunken von einer Party heimkehrt, sieht er, wie sich seine Mutter mit einem Kuss von Donato verabschiedet. Am Tag darauf bereut Carla ihren Seitensprung und gesteht Donato, dass ihr Theater keine Zukunft hat. Donato beschimpft sie als Dilettantin. Derweil hat die Polizei ermittelt, dass der Radfahrer von Massimiliano Bernaschis Geländewagen angefahren worden ist. Ein Inspektor vernimmt Massimiliano, der sich wegen seines Rauschs an nichts erinnert, und seine Freundin Serena, die beteuert, Massimiliano habe den Wagen nicht gefahren.
Kapitel III – Serena
Serena und Massimiliano haben sich auf Serenas Wunsch getrennt, ihrer Umwelt davon jedoch nichts verraten. Serena hat sich in Luca Ambrosini verliebt, der wegen Drogenbesitzes im Gefängnis saß. Diese Drogen gehörten jedoch seinem Onkel. Am Abend des Schuldinners liegt sie mit Luca im Bett, sodass sie verspätet am Tisch der Familie Platz nimmt. Auf einer Party nach dem Schuldinner betrinkt sich Massimiliano so sehr, dass er nicht mit seinem Auto nach Hause fahren kann. Er ruft seine Mutter an, die aber nicht ans Telefon geht, weil sie gerade mit Donato schläft. Deshalb verlangt er nach Serena, die sich das Auto ihrer Stiefmutter Roberta leiht und in Begleitung von Luca zu der Party fährt. Sie schaffen den alkoholisierten Massimiliano in Robertas Auto und Luca fährt Massimilianos SUV. Auf dem Weg zum Haus der Bernaschis kommt es zum verhängnisvollen Unfall mit dem Kellner aus der Prologszene. Luca macht sich Vorwürfe, doch Serena will den Verdacht auf andere Partygäste lenken, indem sie behauptet, der Schlüssel des SUV habe im Handschuhfach gelegen.
Kapitel IV – Das Humankapital
Der Radfahrer erliegt seinen Verletzungen. Serena schreibt Luca eine Nachricht, dass sie ihn nicht verraten wird. Ihr Vater liest die Nachricht zufällig auf ihrem Computer und sieht nun eine Möglichkeit, wieder an sein verloren geglaubtes Geld zu gelangen. Carla zahlt ihm für die Adresse des Unglücksfahrers 700.000 Euro zuzüglich vierzig Prozent Zinsen. Außerdem fordert Dino von ihr einen Kuss. Serena vertraut sich ihrer Stiefmutter Roberta an. Gemeinsam fahren sie zu dem Mietshaus, in dem Luca und sein Onkel wohnen. Vor dem Haus stehen bereits Polizisten. Serena rennt an ihnen vorbei in Lucas Wohnung, wo sich Rettungssanitäter um Luca bemühen, der sich die Pulsadern aufgeschnitten hat. Serena bricht weinend in Robertas Armen zusammen. Giovanni Bernaschi hat auf den wirtschaftlichen Absturz seines Landes spekuliert. Als dies tatsächlich eintritt, fließt viel Geld in seinen Fonds, und anstelle von Krisengesprächen kann Giovanni glänzende Partys feiern und sich von seinen Gästen bewundern lassen.
Serena besucht Luca im Gefängnis. Eine Versicherung zahlt für den Radfahrer 218.976 Euro. Sie hat dessen Wert als Humankapital bestimmt.

## Rezeption
Der Film kam am 9. Januar in 400 Kopien in die italienischen Kinos und hat am ersten Wochenende 1.641.000 € eingespielt. Auf der Berlinale 2014 wurde der Film an 25 Länder weltweit verkauft.

### Preise und Auszeichnungen
Die süße Gier gewann 47 Filmpreise und wurde für 30 weitere nominiert.

### Kritik
„"Die süße Gier" ist ein Klassenkampfdrama, in dem weder an Klischees noch an Gemeinheiten gespart wird. Trotzdem sieht man dem hier ausgebreiteten menschlichen und moralischen Elend oft mit Begeisterung zu. Warum? Weil die Welt, in der diese Schlammschlacht spielt, das Hügelland der Region Brianza nördlich von Mailand, quasi von Natur aus ungeheuer schön ist. Weil aus der Weigerung des Regisseurs Virzi, für irgendeine der beteiligten Figuren Partei zu ergreifen, eine grimmige Komik entsteht. Und weil die beiden weiblichen Hauptdarstellerinnen Bruni-Tedeschi und Gioli trotz aller Widerwärtigkeiten dem Kinozuschauer eben doch ans Herz wachsen.“

„Der deutsche Verleihtitel "Die süße Gier" erinnert etwas plump an "Das süße Leben" und Fellinis römische Gesellschaft, die schon damals dem American Way of Life nacheiferte. Anders als damals, als eigene Stoffe und eine eigenwillige Ästhetik die gesellschaftkritischen Filme von Fellini oder auch Antonioni bestimmten, bedient sich Virzì einer Vorlage und gibt sich mit seiner naturalistischen Bildgestaltung wenig Mühe, über ein plattes Abziehbild heutiger Zustände hinauszugelangen. Der Dreiteiler eröffnet allerdings den Schauspielern große Spielräume, insbesondere Fabrizio Bentivoglio als Dino [...] sowie Valeria Bruni Tedeschi als Carla. Herausragend die Entdeckung von Matilde Gioli als Serena, einer Kämpfernatur, die mit Leidenschaft und Wahrheitsliebe so etwas wie einen Hoffnungsschimmer darstellt“